# Jose Gabriel del Rosario Brochero
Jose Gabriel del Rosario Brochero (16 tháng 3 năm 1840 - ngày 26 tháng 1 năm 1914) là một vị Thánh của Giáo hội Công giáo Rôma. Ông là người bản địa đầu tiên được phong Thánh tại Giáo hội Argentina. Jose Gabriel del Rosario Brochero là một linh mục Cơ Đốc Giáo bị mắc bệnh phong luôn giúp đỡ những người nghèo và người bệnh tật. Ông thường được mọi người gọi với nhiều tên trìu mến như "linh mục Gaucho" hay "linh mục cao bồi".
Ông được phong Chân phước vào ngày 14 tháng 9 năm 2013 sau khi một phép lạ chữa lành bệnh của ông đã được Tòa Thánh Roma công nhận. Hồng y Angelo Amato, người đại diện của Giáo hoàng Phanxicô, đã chủ tế Thánh lễ phong chân phước cho ông. Năm 2016, một phép lạ nữa của ông đã được công nhận sau khi trải qua quá trình điều tra và được hội đồng Hồng y phê duyệt vào ngày 15 Tháng 3 năm 2016. Linh mục Jose Gabriel del Rosario Brochero đã được phong Thánh vào ngày 16 tháng 10 năm 2016.

## Cuộc đời
Jose Gabriel del Rosario Brochero sinh ngày 16 tháng 3 năm 1840 tại Argentina. Ông là người con thứ tư trong một gia đình có mười người anh em. Cha và mẹ ông là Ignacio Brochero và Petrona Davila. Brochero đã có hai người chị là nữ tu. Jose Gabriel del Rosario Brochero được rửa tội vào ngày 17 tháng 3 cùng năm và được đăng ký khai sinh cùng ngày hôm đó.
Brochero thích nghiên cứu về đạo Công giáo với mong muốn sẽ trở thành một linh mục. Ngày 05 tháng 3 năm 1856, Brochero được nhận vào học tại Đại Chủng viện Đức Mẹ Loreto khi ông được mười sáu tuổi. Ông nhận chức phó tế vào ngày 21 tháng 9 năm 1866. Brochero xin gia nhập Dòng Đa Minhvafo ngày 26 tháng 8 năm 1866.
Ngày 04 tháng 11 năm 1866, Jose Gabriel del Rosario Brochero được thụ phong linh mục tại Giáo phận Córdoba khi ông 26 tuổi. Lễ thụ phong do dưới Giám mục José Vicente Ramírez de Arellano chủ tế. Brochero cử hành thánh lễ mở tay đầu tiên vào ngày 10 tháng 12. Sau khi được thụ phong, linh mục Brochero được bổ nhiệm làm trưởng ban nghiên cứu của các chủng viện và đã được trao tặng danh hiệu Thạc sĩ Triết học vào ngày 12 tháng 11 năm 1869.

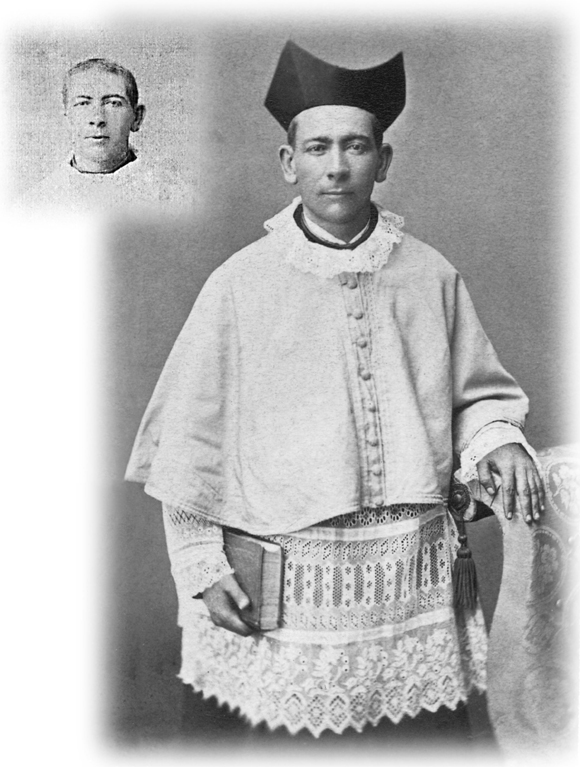
Linh mục dòng Đa Minh Jose Gabriel del Rosario Brochero vào năm 1866.

Linh mục Brochero được chỉ định công việc mục vụ cạnh nhà thờ chính tòa Cordoba. Vài tháng sau khi nhận nhiệm sở, một trận dịch tả lớn xảy ra tại nơi đây đã làm cho ít nhất 4.000 người chết. Linh mục Brochero nổi bật trong cuộc chiến chống lại tật bệnh nguy hiểm này. Ông bất chấp nguy cơ nhiễm bệnh để luôn đi hàng đầu trong việc săn sóc các bệnh nhân.
Ngày 18 tháng 11 năm 1869, Linh mục José Brochero được chỉ định làm chánh xứ Giáo xứ Thánh Albertô. Giáo xứ này có diện tích hơn 4.336 km2 và khoảng 10.000 dân cư, đa số là dân Gaucho chuyên nghề chăn gia súc và nông dân. Khu vực này lại không có đường đi hoặc bị hư hại nặng. Ngoài những con đường mòn xuyên qua dãy núi Sierras Grandes với những ngọn núi cao hơn 2.000m, phương tiện đi lại duy nhất là ngựa hay lừa. Ngày 24 tháng 12 năm 1869, Linh mục leo lên lưng lừa để tới nhận nhiệm sở mới. Ông phải đi mất 3 ngày mới tới nơi rối bắt tay ngay vào nhiệm vụ. José Brochero không ngại khó khăn, mệt nhọc luôn cưỡi lừa rong ruổi khắp nơi đến với giáo dân trong vùng hoặc để mang Mình Thánh Chúa đến cho người bệnh dù vị trí xa xôi. Linh mục Brochero thường bảo: “Nếu không thì Satan sẽ lấy trộm mất của tôi một linh hồn”. Để giúp cho cuộc sống và tinh thần của người dân thăng tiến ở vùng đất cách trở này, năm 1875 ông đã xây nhà tĩnh tâm ở Villa del Transito rồi khánh thành vào năm 1877. Ông xây trường học dành cho các trẻ em nữ vào năm 1880. Ông cũng kêu gọi chính quyền mở đường sá, mở nhà bưu điện, xây cất thêm trường học cho người dân.
Ông được biết đến nhiều với hình ảnh một linh mục mặc áo choàng poncho của người chăn gia súc trên các đồng cỏ Argentina, ngồi trên lưng con lừa, tay cầm ly trà mate, một loại nước uống rất thông dụng tại Argentina. Trong suốt 30 năm, linh mục Brochero mục vụ giáo xứ và bị kiệt quệ sức khỏe. Người ta kể lại rằng, ông ngồi trên lưng lừa đi nhiều đến độ mông của ông bị thương tích. Năm 1898, Giám mục sở tại gọi linh mục Brochero về phụ trách kinh sĩ đoàn nhà thờ chính tòa Cordoba. Ông làm việc ở đó trong 4, theo lời yêu cầu của các giáo dân, giám mục giáo phận tiếp tục chỉ định ông làm chánh xứ Giáo xứ Villa del Transito. Linh mục Brochero tiếp tục công việc mục vụ của giáo xứ. Ông viếng thăm các giáo dân trong xứ, chia sẻ cuộc sống với họ và cả với người bị bệnh phong. Brochero trong quá trình tiếp xúc với các bệnh nhân đã bị lây bệnh, ông còn bị mù và điếc.
Tháng 2 năm 1908, linh mục Brochero xin từ chức cha sở về sống với các anh chị của ông. Năm 1912, các giáo dân ở Villa del Transito tha thiết mong muốn linh mục đến sống với họ để họ chăm sóc ông. Linh mục Brochero đã ở Villa del Transito cho đến ngày 26 tháng 1 năm 1914 thì qua đời. Thi hài ông được an táng tại đền thờ Đức Mẹ Transito.

## Vinh danh
Ở Port-au-Prince, Haiti có một bệnh viện phục hồi chức năng cho người khuyết tật đã được đặt tên là "Kay Gabriel" (Gabriel House) nhằm vinh danh Jose Gabriel del Rosario Brochero.

## Phong Thánh

### Giai đoạn ở cấp Giáo phận và tiến trình phong Chân phước

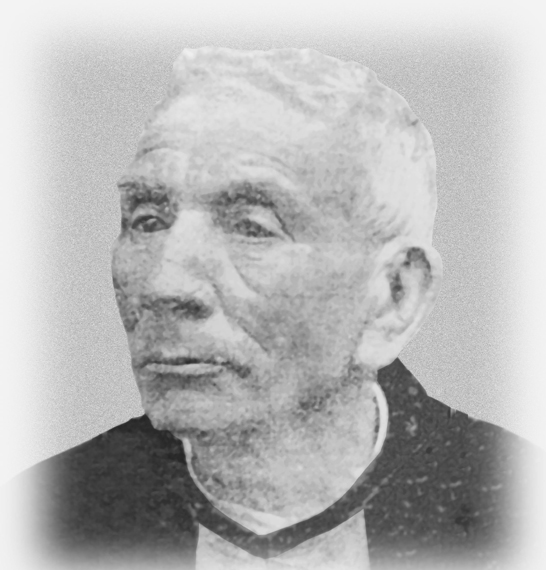
Linh mục Bronchero năm 1910

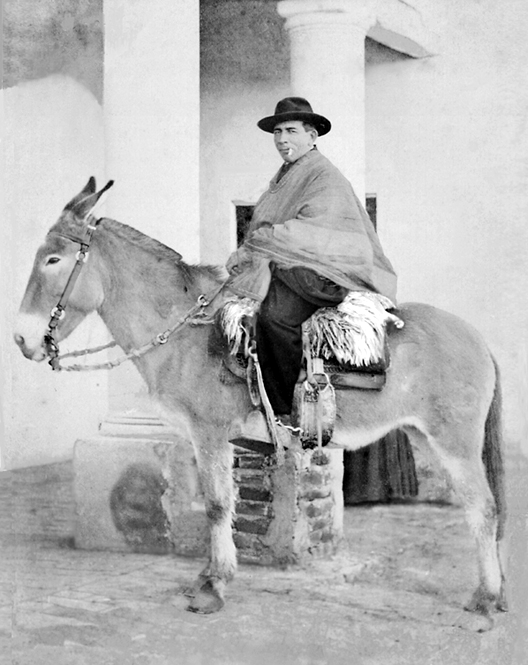
Linh mục Jose Gabriel del Rosario Brochero đang cưỡi con la khi đi thi hành mục vụ 1870–1880.

Án phong chân phước cho linh mục Jose Gabriel del Rosario Brochero được bắt đầu vào ngày 17 tháng 3 năm 1967 dưới triều Giáo hoàng Phaolô VI diễn ra ở Argentina. Quá trình này thực tế bắt đầu vào năm 1968 sau khi đã tập hợp cả hai tài liệu và lời khai các nhân chứng gắn liền với cuộc sống và đức hạnh của Brochero. Các tài liệu này sau đó đã được gửi đến Rome vào năm 1997 để Bộ Tuyên Thánh đánh giá thêm nguyên nhân để xác định có hay không việc tiếp tục cho Án phong chân phước.
Giáo hoàng Gioan Phaolô II đã công nhận linh mục Jose Gabriel del Rosario Brochero đã sống một cuộc sống của nhân đức anh hùng vào ngày 19 tháng 4 năm 2004. Sau đó, Giáo hoàng Biển Đức XVI đã phê duyệt một phép lạ do Brochero bầu cử vào ngày 20 tháng 12 năm 2012 đồng nghĩa việc sẽ cho phép lễ phong chân phước của Brochero được diễn ra. Phép lạ này liên quan đến Nicolas Flores, một người đang trong tình trạng sống thực vật sau một tai nạn xe hơi nghiêm trọng ở tuổi mười ba đã được chữa khỏi nhờ lời cầu bầu của Brochero.
Hồng y Angelo Amato, thay mặt Giáo hoàng Phanxicô, đã chủ trì lễ phong chân phước cho linh mục Jose Gabriel del Rosario Brochero tại Argentina vào ngày 14 Tháng 9 năm 2013 và công bố lễ nhớ của chân phước Brochero sẽ được tổ chức hàng năm vào ngày 16 tháng 3.

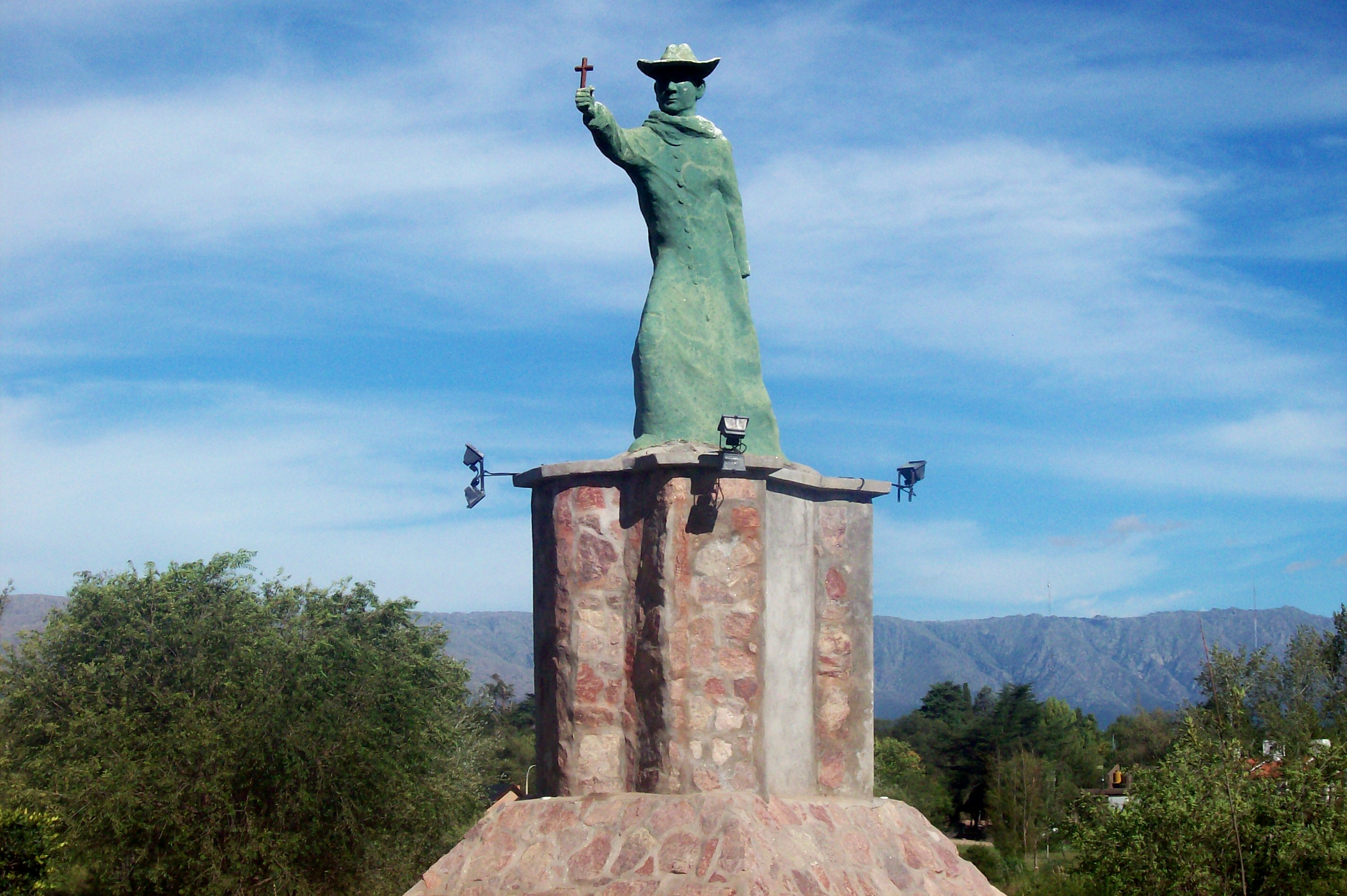
Đài tưởng niệm Jose Gabriel Brochero ở Villa Cura Brochero Cordoba, Argentina.

Giáo hoàng Phanxicô trong lúc đọc Kinh Truyền Tin vào ngày 15 tháng 9 đã ca ngợi Brochero là một người đã dành trái tim rộng mở của mình cho tất cả mọi người.. Giáo hoàng cũng nói rằng Brochero là một người "hiến thân hoàn toàn cho đàn chiên của mình" để rao giảng Tin Mừng, đó là mục tiêu duy nhất trọn cuộc đời Brochero.

### Phép lạ thứ hai và quá trình phong Hiển Thánh

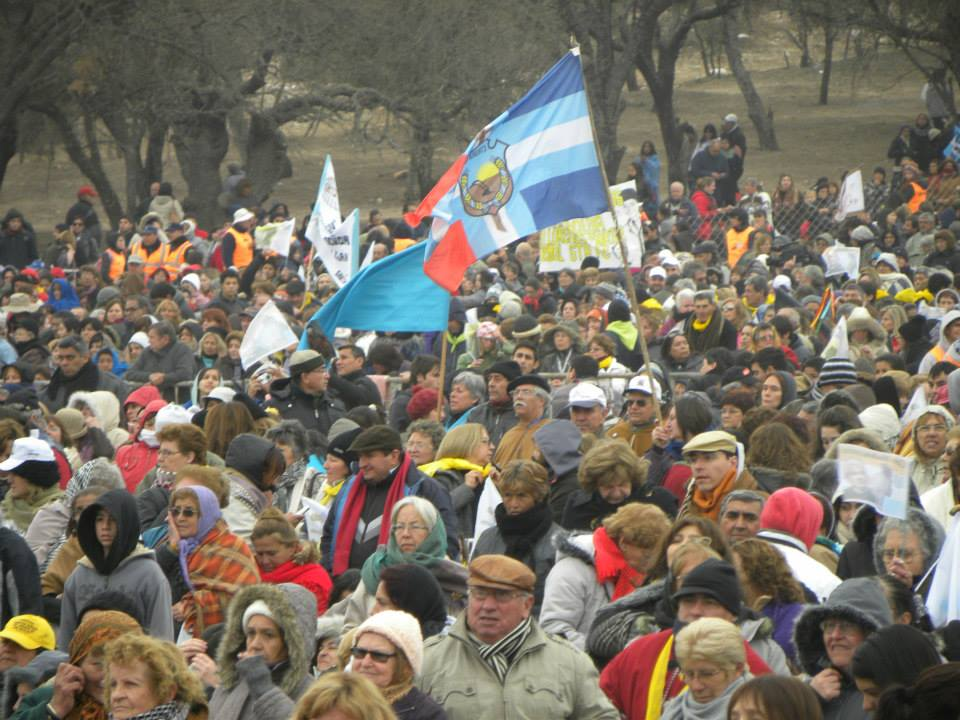
Đông đảo người hành hương có mặt tại lễ phong chân phước cho Brochero vào năm 2013

Phép lạ thứ hai xảy ra khi chân phước Brochero đã được xác nhận chữa lành bệnh cho bé gái Camila Brusotti, 9 tuổi, bị thương tích trầm trọng do bạo hành vào năm 2013., bắt đầu vào ngày 16 tháng 7 năm 2014 và được chính thức xác nhận vào ngày 25 tháng 3 năm 2015. Quá trình này được chính thức phê chuẩn vào ngày 28 tháng 3 năm 2015. Các phép lạ xuất để Ban y tế ở Rome vào ngày 10 tháng 9 năm 2015 và đã được phê duyệt và các nhà thần học cũng đã thông qua phép lạ vào ngày 03 tháng 11 năm 2015. Các đoàn đã gặp nhau để thảo luận về các nguyên nhân trên 12 Tháng năm 2016 và nhận được phê duyệt đầy đủ của nó.
Giáo hoàng Phanxicô đã phê chuẩn phép lạ thứ hai của Brochero vào ngày 21 tháng 1 năm 2016. Ngày 15 tháng 3 năm 2016, trong một cuộc họp của với các hồng y, Giáo hoàng Phanxicô đã chỉ định ngày lễ phong thánh cho linh mục Brochero. Brochero được phong là Hiển Thánh của như một vị thánh của Giáo hội Công giáo Rôma vào ngày 16 tháng 10 năm 2016 tại Quảng trường Thánh Phêrô. Cáo thỉnh viên cho quá trình phong thánh của Brochero là tiến sĩ Silvia Mónica Correale.